# Mary Esther Harding
Mary Esther Harding (* 5. August 1888 in Shrewsbury; † 4. Mai 1971 in London) war eine englische Ärztin, Psychotherapeutin und Schriftstellerin.

## Leben
Mary Ester Harding wurde 1888 in Shrewsbury als vierte von sechs Töchtern einer gebildeten Familie, ihr Vater war Zahnarzt, geboren. Sie studierte an der London School of Medicine und erhielt ihren M.D. im Jahr 1914. Als Frau durfte sie nur im Royal Free Hospital in London arbeiten. Im Ersten Weltkrieg diente sie in Krankenhäusern und forschte über Diphtherie. Sie erkrankte in Folge dieser Studien selbst an Diphtherie. Nach ihrer Genesung eröffnete sie eine Praxis in London. Dort vermietete sie einen Raum an die Analystin Mary Bell, die sie mit der Arbeit von Carl Gustav Jung bekannt machte. Nach dem Studium von Jungs Buch Wandlungen und Symbole der Libido beschloss sie in die Schweiz zu ziehen und gemeinsam mit einer kleinen Gruppe anderer Studenten in Jungs Haus in Küsnacht seine Theorien zu studieren. Im Jahr 1923 zog sie zusammen mit Eleanor Bertine und Kristine Mann nach New York City und dort eröffneten sie zusammen eine Praxis für analytische Psychologie. In den folgenden Jahren reisten sie regelmäßig nach Zürich, um weiter bei Jung zu studieren. In den darauf folgenden Jahren wurde sie zu einer profiliertesten Vertreterin der Jungschen Psychologie in den Vereinigten Staaten. Nach ihrem Tod fand man unter ihren Papieren Aufzeichnungen von Begegnungen mit Jung.
Im Jahr 1936 gründete sie zusammen mit Kristine Mann und Eleanor Bertine die erste amerikanische Jungian Society in New York. Sie war auch die erste Leiterin der Ausbildungsabteilung des New York Institute for Analytical Psychology.
Am 4. Mai 1971 starb sie in einem Hotel in London.

## Werk
In ihrem Buch Women's Mysteries verbindet sie die Psyche der Frau mit dem Mond. Sie argumentiert, dass die moderne Frau nicht mit den tiefsten, instinktivsten und positivsten Wurzeln ihres eigenen weiblichen Prinzips (im Unterschied zum weiblichen Prinzip der männlichen Psyche) in Berührung ist. Die Frau habe ihre Loyalität der vermeintlichen männlichen Stärke, der Vernunft zugewandt und der damit verbundenen zerstörerische Herrschaft über Natur und Menschen. Daraus zieht sie den Schluss, dass die Zukunft der Menschen von der Balance zwischen dem weiblichen Eros und dem männlichen Logos abhängt. Weiter analysiert sie in dem Buch auch die Mondgöttin und ihre nicht-rationale, dunkle und dennoch erlösende Seite des Lebens, die sie repräsentiert. Dadurch ist das Buch auch für religiöse Studien über Göttinnen oder die weibliche Gottheit interessant. Women's Mysteries ist im Jahr 1936 erschienen und gilt als ihr wichtigstes Werk. Doch es ist auch stilistisch schwierig, da die archetypischen, mythischen und traumhaften Materialien nicht flüssig in ihre eigenen Gedanken über die Bedeutung und Anwendung integriert werden. Jung selbst bat Harding, das Material besser zu verarbeiten, bevor sie das Buch veröffentlichte.
In ihren späteren Werken betonte Harding das jungianische Konstrukt, einem religiösen Drang, der in der zweiten Lebenshälfte auftaucht. Um das Jungsche Denken in Amerika zu verbreiten, war das bedeutendste Werk das 1947 erschienene Psychic Energy: Its Source and Its Transformation. Hardings Arbeit fand nicht die nötige Anerkennung, da sie durch die religiösen Impulse im Widerspruch zu den amerikanischen Psychologieschulen stand und weil ihre Schriften über Frauen den feministischen Tendenzen der 1960er und 1970er Jahre entgegenwirkte. Auch waren die Frauen in Jungianischen Schule eher Schülerinnen, als eigenständige Denkerinnen. Harding hingegen war eine eigenständige Denkerin, die von anderen Jungianern als Frau mit einer überentwickelten männlichen Seite, meinungsbewusst, dogmatisch und durchsetzungsfähig beschrieben wird.
Durch ihre Bücher ist es ihr gelungen die Überlegungen Jungs für Laien zugänglich zu machen. Ihre Studien über Frauen kultivierte die Erinnerung an die verlorene weibliche Gottheit. Sie systematisierte und synthetisierte Mythen über die spezielle Biologie und Psyche der Frau. Ihre Studien gehörten zu den ersten psychologischen Studien, die Frauen aus der Sicht einer Frau betrachten. Jedoch hing auch Harding der männlichen Jungschen Ideologie an, dass das Denken für eine Frau weniger natürlich ist, obwohl sie diese Fähigkeit entwickeln muss. Verwandtschaft sei zudem für die weibliche Psyche endemischer ist als die männliche. Sie reflektiert ihre Epoche und transzendiert sie in einigen entscheidenden Konzepten.

## Würdigung
Die amerikanische Eventkünstlerin und Feministin Judy Chicago verewigte in den 1970er Jahren Mary Esther Harding in der Liste der 999 Frauen in ihrer Dinner Party. Dort steht ihr Name, jedoch in der Schreibweise „Mary Esther Karding“ in Goldschrift auf einer der weißen, den Boden bedeckenden handgefertigten, dreieckigen Fliesen geschrieben, zusammen mit weiteren Schriftstellerinnen ist sie dem symbolischen Gedeck der Virginia Woolf zugeordnet.